# 平将武
平 将武（たいら の まさたけ、-將武）は、平安時代中期の武将。平良将の子で平将門の弟。「相馬六郎」と称す。『尊卑分脈』では七男で将為の兄であるが、『常陸大掾譜』では将為の弟となっている。将門私授伊豆守。

## 略歴
『本朝世紀』の「天慶元年（938年）11月3日の条」によると、駿河・伊豆・甲斐・相模の四ヶ国に将武の追捕令が発せられており、将門が乱をおこす以前から伊豆・相模辺りを拠点に猛威を奮っていたとみられている。
将門が「新皇」を僭称すると伊豆守に任ぜられるが、天慶3年（940年）2月14日、将門が平貞盛・藤原秀郷らとの戦いによって敗死すると勢力は一気に瓦解し、将武も討たれ同年3月7日甲斐国飛駅は「将武誅殺」を朝廷に報告した。